# Ferdo Godina
Ferdo Godina (roj. Godina Nándor), slovenski književnik in urednik,  * 17. oktober 1912, Dolnja Bistrica, † 14. julij 1994, Ljubljana.

## Življenje
Rodil se je v kmečki družini z enajstimi otroki (eden izmed njih je bil Jožef Godina) očetu Marku in Mariji (roj. Doma). Po štirih letih ljudske šole se je vpisal na klasično gimnazijo v Ljubljani, ki jo je po treh letih nadaljeval in zaključil v Mariboru. Tu je sočasno obiskoval tudi dramsko šolo pri režiserju Jožetu Koviču. Po maturi je odšel študirat pravo v Ljubljano. Kot dijak in študent se je moral preživljati sam: 
Ni bilo govora, da bi me mogli starši vzdrževati. Tako sem skušal živeti od inštrukcij. Velikokrat sem, tako kot drugi prekmurski siromašni dijaki, hrano prosil pri tem ali onem advokatu, mesarju, v kakem zavodu ali samostanu, kar je bilo vedno poniževalno. Kljub temu sem imel rad Ljubljano, posebno pa veseli Maribor ter Pristan ob Dravi, kjer sem nekaj let s sošolci stanoval v nizki hišici, naslonjeni na vodni stolp. Rad sem bil med ljudmi, vendar pa ne morem reči, da sem se počutil meščana. Ne meščana in seveda ne kmeta.
Pravniškega poklica ni Godina nikoli opravljal. Do začetka vojne se je preživljal kot književnik, nato pa se je leta 1941 pridružil narodnoosvobodilnemu boju. V Prekmurju je organiziral Osvobodilno fronto, toda kmalu pobegnil v Ljubljano in se pridružil partizanom, pri katerih je opravljal številne odgovorne funkcije (bil je sekretar okrajnega komiteja SKOJ, politični komisar bataljona in referent za kulturo II. operativne cone). Med vojno je bil sprejet v Komunistično partijo, vendar je bil z njo občasno v konfliktu in bil celo zaprt.
Po vojni je delal kot urednik pri Ljudski pravici, kot ravnatelj Slovenskega knjižnega zavoda (zaradi spora s partijo je ostal brez te službe), postal upravnik Slovenske matice, dramaturg pri Triglav filmu in urednik mladinske strani pri Ljubljanskem dnevniku, kar je ostal do upokojitve. Večkrat je rekel, da ni nikoli »težko hodil v službo« in da so mu bila vsa dela, ki jih je opravljal, zanimiva, od vseh pa mu je bil najbolj pri srcu novinarski poklic.
Pisal je samo v Prekmurju; pravil je, da se le tu dobro počuti in da je za njegovo pisanje pomembno razmišljati o ljudeh, ki jih dobro pozna. Kadar je uspel najti pravi navdih, so dialogi kar vreli iz njega; šepetal si je besede, ki so jih izgovarjali njegovi književni junaki in jih s pisanjem komaj dohajal.
Z ženo Zoro sta imela sina Marka, ki je kasneje postal mednarodno priznan mikrokirurg, in pa hči Tončko, ki se je ukvarjala z nevrolingvistiko. 
Pisatelj je pokopan v družinskem grobu na ljubljanskih Žalah.

## Delo
Ferdo Godina je bil sopotnik in nadaljevalec socialnega realizma tridesetih let in ob Mišku Kranjcu drugi izraziti pisatelj Prekmurja (za oba je značilen čustven pogled na socialno podobo kmečkega človeka).
Opisoval je predvsem življenje malih ljudi. Večji del njegovega pisanja je postavljen v družbeno razslojene vasi tridesetih let 20. stoletja in v povojni čas. V zgodnejšem pisanju imajo pomembno vlogo čustveni in moralni zapleti; slikal je portrete tragičnih in zaznamovanih oseb, pogosti so bili ljubezenski motivi. Uveljavil se je tudi s kratkimi pripovedmi, ki opisujejo težke razmere, v katerih so se borili prekmurski partizani. Pozneje so se motivom in temam pridružila ideološka in politična nasprotja.
Lojze Kozar je o njem zapisal: Godina je v svojih delih zelo stvarno presojal povojno življenje v Prekmurju, prikazoval je napačno ravnanje oblastnikov, hlepenje zdomcev po denarju in zapuščanje naših vasi; neurejeno družinsko življenje, zapuščena mladina.

### Pisatelj
Godina je bil pisatelj, publicist, mladinski avtor, dokumentarni pisec in urednik. Njegov literarni opus obsega prek trideset del: romane, novele, mladinske pripovedi, zbirke črtic in povesti.
Njegov verjetno najbolj uspešen roman so Bele tulpike. Godina ga je napisal še pred vojno, toda zaradi okoliščin je bil lahko izdan šele leta 1945. Izzval je precej nemira, saj je luč sveta ugledal v času, ko so vsi pričakovali socrealistično literaturo, Bele tulpike pa so bile povsem brez politične navlake. Gre za ljubezenski roman, poln mračnosti in sentimenta. Postavljen je v Prekmurje v čas med vojnama, njegov osrednji lik (ki ga je Godina oblikoval po svojem dobrem prijatelju kaplanu) pa je mladi duhovnik Arpad Zrim, ki omahuje med duhovniško službo in ljubeznijo do mladega židovskega dekleta.
Poleg omenjenega romana v skupino tistih s Prekmursko tematiko spadajo še Glas samotne ptice, Človek živi in umira, Zaklenjeni dom, Jaz sem njena mama in Nada, vrni se! V vseh lahko zaznamo tematiko povojne kolektivizacije, razpada družbe, životarjenja in zdomstva, medtem ko za najboljšega izmed romanov s partizansko tematiko velja humorni Jezdec brez konja.
V času dela pri Triglav filmu je Godina napisal roman Babilon ljubezni in sovraštva, v katerem se loteva problematike življenja filmskih delavcev.
Enega izmed vrhov je njegovo pisanje doseglo leta 1981 z romanom Molčeči orkester. Z njim je na svoj način odgovoril na dogajanje v letu 1948, na povojne sodne procese, pa tudi na ponižanje in izolacijo, ki ju je doživel po vojni.  
Drugi pomemben del Godinovega opusa je krajša proza. Njegove črtice in novele so imenovane tudi »povesti o dobrih ljudeh«, saj živo opisujejo ljudi, polne lepih notranjih doživetij, a hkrati življenjskih stisk. Pisatelj je v novelah posegal po prvoosebni pripovedi, s katero je dosegel močnejši vtis. Najbolj znani zbirki sta leta 1950 izdane Preproste zgodbe in čez pet let še Krivda Jarčekove Kristine. V novelah, ki se lotevajo partizanske tematike, se pojavlja motiv partizana, ki se na različne načine žrtvuje v gverilskem boju (na primer novela Kostja v Krivdi Jarčekove Kristine), najti pa je tudi erotični motiv, čeprav je idejo pozitivne erotike povojno partizansko pisanje izganjalo iz besedila, ker naj bi demoralizirala bojevnike. Godina v noveli Saj ne bo nič hudega (prav tako iz zbirke Krivda Jarčekove Kristine) bralca prepričuje ravno v nasprotno.
Velik del pisanja je posvetil mladim bralcem. Izšlo je deset del mladinske proze, med katerimi je več zbirk povestic. Nekatera mladinska dela so bila prevajana (v albanščino, srbohrvaščino in nemščino).

### Publicist
Njegovo prvo obsežnejše publicistično delo je izšlo leta 1967 z naslovom Prekmurje 1941-1945. Istega leta je izdal tudi knjigo Kako pišem, čez dvajset let pa še Košček njihove mladosti.

### Urednik
Godina je že pred vojno urejal Mladega Prekmurca, ki ga je izdajalo Sokolsko društvo. Letniku 1937/1938 je uredoval v celoti, naslednje leto pa je urejal prve tri številke. Po koncu vojne je bil nekaj časa tudi urednik mladinske strani Ljubljanskega dnevnika.

### Filmski scenarist
Godina se je lotil tudi pisanja filmskega scenarija: tako je nastal Družinski dnevnik, komedija, ki se na šaljiv način loteva tematike prezaposlenosti. Film po tej predlogi so posneli leta 1961 pod režijsko taktirko Jožeta Galeta, v njem pa so med drugim igrali tudi Stane Sever, Jurij Souček in Janez Škof.
Leta 1982 so po istoimenski predlogi posneli še film Ilegalček.

### Romani
- Bele tulpike (1945) (COBISS)
- Hiša na samem, Novi svet 1949 (COBISS)
- Babilon ljubezni in sovraštva (1966) (COBISS)
- Jezdec brez konja (1973) (COBISS)
- Človek živi in umira (1974) (COBISS)
- Jaz sem njena mama (1978) (COBISS)
- Ko so cvetele marelice (1981) (COBISS)
- Molčeči orkester (1981) (COBISS)
- Zaklenjeni dom (1985) (COBISS)
- Nada, vrni se! (1988) (COBISS)
- Glas samotne ptice (1992) (COBISS)

### Kratka proza
- Preproste zgodbe (1950) (COBISS)
- Krivda Jarčekove Kristine (1955) (COBISS)
- Dajmo živeti tudi drugim (1962) (COBISS)
- Viragova Verona (1966) (COBISS)
- Ljudje (1971) (COBISS)

### Publicistika
- Prekmurje 1941 - 1945 prispevek k zgodovini NOB (1967, 1980) (COBISS)
- Kako pišem (1967) (COBISS)
- Zakaj v Prekmurju samo dvojezične šole? (članek, 1969) (COBISS)
- Košček njihove mladosti (1987) (COBISS)
- Težavna pot do objave mojih pripomb h knjigi poslanstva in poslaništva Rudija Čačinoviča (članek,1990) (COBISS)

### Uredniško delo
- Spomini na partizanska leta (dokumentarna književnost, 1946)  (COBISS)
- Spomini na partizanska leta (dokumentarna književnost, 1963) (COBISS)
- Spomini na partizanska leta (dokumentarna književnost, 1974) (COBISS)
- Mi otroci vojne (dokumentarna kniževnost, 1962) (COBISS)
- Požgane slovenske vasi, zbornik (1970) (COBISS)

### Pripovedna dela za mladino
- Ptice selivke (1950) (COBISS)
- Žemlje (1961) (COBISS)
- Pravljica o logarnici (COBISS)
- Na novo leto se ne smeš umiti (1964) (COBISS)
- Kos rženega kruha (1971) (COBISS)
- Sezidala si bova hišico (COBISS)
- Polži podrejo oreh (1980) (COBISS)
- Zmaj v oknu (1983) (COBISS)
- Halo, halo, kliče Prekmurje (1884) (COBISS)
- Siničke v škornju (1987) (COBISS)

## Odlikovanja, nagrade in poimenovanja
- Levstikova nagrada leta 1974
- red bratstva in enotnosti II. stopnje leta 1945
- red zaslug za ljudstvo II. stopnje leta 1945
- partizanska spomenica leta 1941
- Kulturno društvo Ferdo Godina Arhivirano 2014-03-11 na Wayback Machine.
- Godinova pohodna pot